# Lípa v Knapovci
Lípa v Knapovci je jedna z nejmohutnějších lip malolistých v České republice. Společně s druhou (menší) lípou malolistou byly roku 1997 vyhlášeny skupinou památných stromů.

## Základní údaje
- název: lípa v Knapovci, lípy v Knapovci
- výška: 26 m (1977)[2], 30 m (1997)[2]
- obvod: 810 cm (1977)[2], 850 cm (1993)[3], 870 cm (1997)[2]
- věk: ? dle výpovědi od babičky 350 a 450 let
- zdravotní stav: 3 (1977)[2], 2,5 (1997)[2]
- souřadnice: 49°57'22.0"N, 16°27'4.80"E

Obě lípy stojí v jižní části vesnice u hlavní silnice Ústí nad Orlicí – Lanškroun, konkrétně za křižovatkou (resp. odbočkou) na Houžovec a Dobrouč.

## Stav stromu a údržba
Aktuální stav stromu nelze spolehlivě doložit – podle záznamů hasičského sboru Dolní Dobrouče byla 15. října 2009 v Knapovci u křižovatky, kde památné lípy rostou, odklízena padlá lípa. Nelze proto vyloučit možnost, že strom zanikl (tato skutečnost vyžaduje ověření). Stromy tam stále jsou oba dva. Ale celkově jich tam je víc.

## Mladší lípa
- obvod: 480 cm (1993-1997)[5]

## Památné a významné stromy v okolí
- Lípa velkolistá v Knapovci
- Lípa srdčitá v Knapovci (poblíž skupiny památných lip)
- Lípa v Řetové